# Chaetonotus pawlowskii polonicus
Chaetonotus pawlowskii polonicus is een ondersoort van buikharige uit de familie Chaetonotidae. De wetenschappelijke naam van de soort werd in 1990 voor het eerst geldig gepubliceerd door Schwank. 